# Березовик (Кіриський район)
Березовик (рос. Берёзовик) — присілок у Кіриському районі Ленінградської області Російської Федерації.
Населення становить 28 осіб. Належить до муніципального утворення Кусінське сільське поселення.

## Історія
Згідно із законом від 1 вересня 2004 року № 49-оз органом  місцевого самоврядування є Кусінське сільське поселення.

## Населення
| 1838 | 1862 | 1885 | 1926 | 1940 | 1965 | 1997 |
| ---- | ---- | ---- | ---- | ---- | ---- | ---- |
| 172  | ↗218 | ↘184 | ↘100 | ↗189 | ↘59  | ↘20  |
| 2002 | 2007 | 2010 | 2017 |      |      |      |
| ↗40  | ↘25  | ↗42  | ↘28  |      |      |      |